# Tetradrachme van Aetna

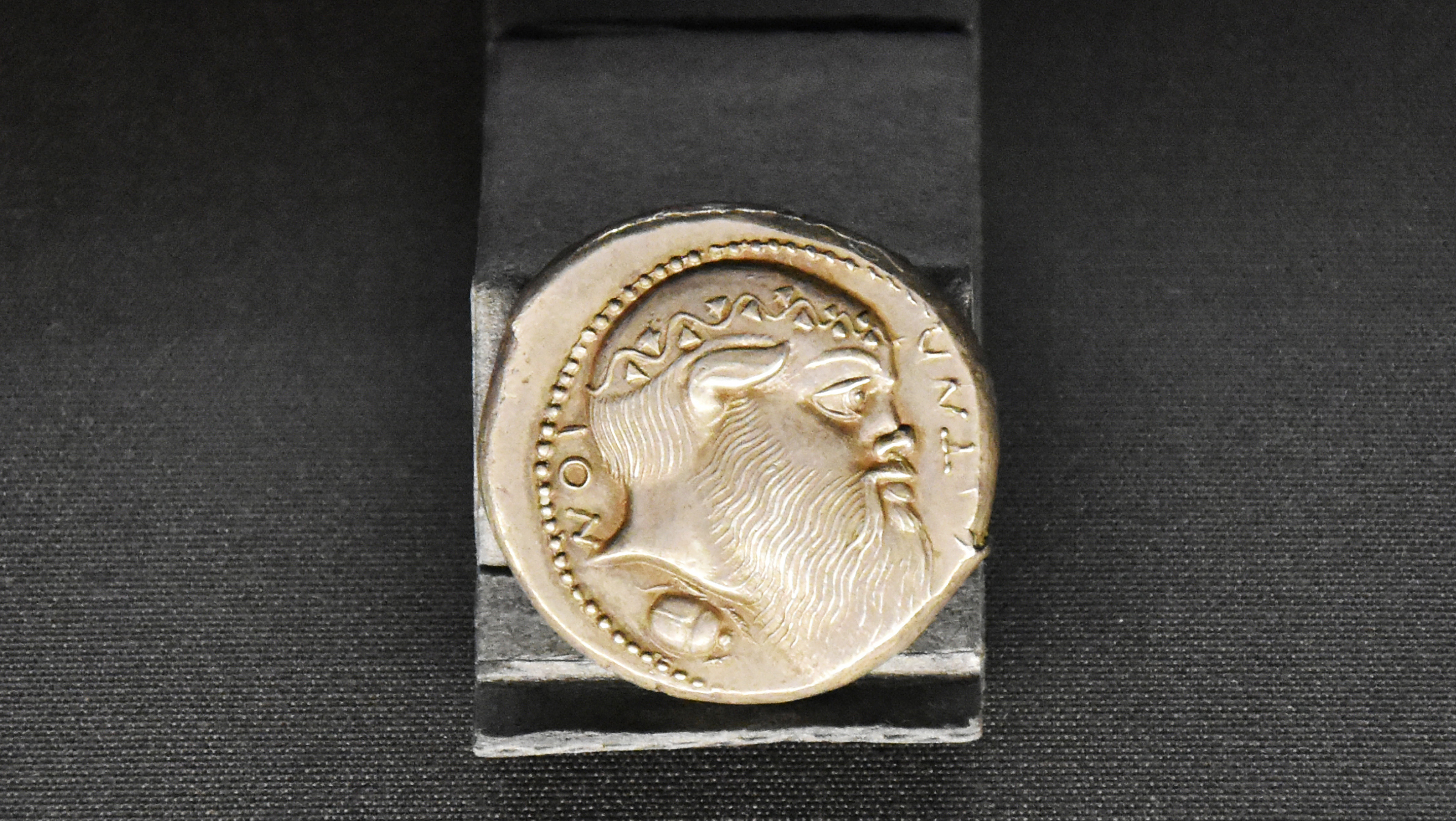
De tetradrachme van Aetna

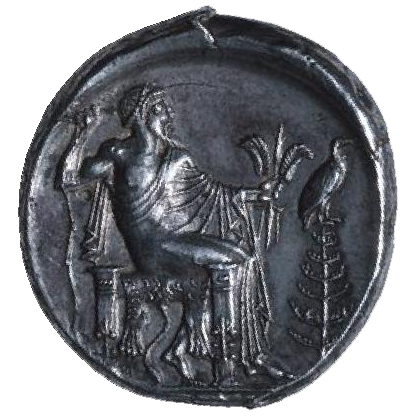
Keerzijde

De Tetradrachme van Aetna is een zilveren munt met een diameter van 26 mm en een gewicht van 17,23 gram. Deze munt, die algemeen wordt beschouwd als de kostbaarste ter wereld, wordt in de Koninklijke Bibliotheek van België bewaard. Hij wordt ook de "Mona Lisa van de numismatiek" genoemd. De tetradrachme maakte oorspronkelijk deel uit van de verzameling van Lucien de Hirsch.
De munt werd geslagen tussen 476 en 461 v.C., in de toenmalige Griekse stad Aetna op de flanken van de vulkaan. Vandaag kennen we de stad Aetna als Catania op Sicilië. De inscriptie ATNAION staat op de keerzijde te lezen, de Griekse vertaling van Aetna. Silenus wordt op de beeldzijde getoond, de trouwe metgezel en leermeester van Dionysos samen met een mestkever. Op de keerzijde Zeus met zijn linkerhand op een bliksemschicht en met zijn rechterhand leunend op een stok. 
De levenswandel van Silenus verwijst naar de wijngaarden op de ﬂanken van de Etna waar tevens de grootste mestkevers ter wereld voorkomen. De tetradrachme toont ook een afbeelding van een pijnboom (de enige afbeelding hiervan op een Griekse munt) en een wijnrank. Ook Zeus, de beschermgod van de vulkaan en gezeten op een pantervel verwijst naar de Etna. De panter verwijst dan weer naar Dionysos.
Als kunstobject ontleent de tetradrachme zijn waarde aan de fijne gravure en aan het feit dat hij zeer goed is bewaard.